# Galoismodul
Inom matematiken är en Galoismodul en G-modul där G är Galoisgruppen av någon kroppsutvidgning. Termen Galoisrepresentation används ofta när G-modulen är ett vektorrum över en kropp eller en fri modul över en ring, men används även som synonym till G-modul. Studien av Galoismoduler för utvidgningar av lokala eller globala kroppar är ett viktigt område inom talteori.

## Galoisrepresentationer inom talteori
Många objekt som uppstår i talteorin är naturligt Galoisrepresentationer. Om exempelvis L är en Galoisutvidgning av en talkropp K, då är ringen av heltal OL av L en Galoismodul över OK för Galoisgruppen av L/K (se Hilbert–Speisers sats). Om K är en lokal kropp är multiplikativa gruppen av dess separabla hölje en modul för absoluta Galoisgruppen av K och dess studie leder till lokal klasskroppsteori. För global klasskroppsteori används istället unionen av ideleklassgrupperna av alla ändliga separabla utvidgningar av K.